# Section Paloise
La Section Paloise, spesso chiamata semplicemente Section o Pau, è un club professionistico di rugby a 15 con sede a Pau, in Béarn. Partecipano al Top 14, la massima divisione del rugby francese, e gareggiano anche nella EPCR Challenge Cup.
Le loro partite casalinghe si svolgono allo Stade du Hameau, dopo 80 anni di incontri disputati allo Stade de la Croix du Prince (1910-1990). Il club vanta una storia impressionante, avendo conquistato il Bouclier de Brennus tre volte nel 1927-28, 1945-46, 1963-64, oltre a vincere la European Challenge nel 1999-2000.
La Section Paloise ha ottenuto vittorie anche nella Challenge Yves du Manoir nel 1939, 1952 e 1997. Inoltre, hanno conquistato il titolo di campioni francesi di Pro D2 nel 2015.
Fortezza del rugby francese e club di punta del Béarn, la Section paloise è stata segnata da figure come Robert Paparemborde, François Moncla, Nano Capdouze e Albert Cazenave. Sostenuto dal suo pubblico e da una moltitudine di attori economici, tra cui il gruppo TotalEnergies, il club mira ora a rappresentare più ampiamente il rugby pirenaico al vertice della gerarchia francese, onorando la sua storia di gioco dinamico e fiducia nella gioventù.
Diversi recenti internazionali francesi di rugby, tra cui Imanol Harinordoquy, Damien Traille, Lionel Beauxis hanno iniziato le loro carriere professionali con la Section. Il club è stato anche la casa di benvenuto per leggende del rugby come Conrad Smith e Colin Slade della Nuova Zelanda, con l'aggiunta di Sam Whitelock prevista dopo la Coppa del Mondo di rugby 2023. Il giocatore italiano Marco Zanon ha giocato alla Section nella stagione 2022-2023. Inoltre, l'attuale squadra forma giovani giocatori che debuttano a livello internazionale come Émilien Gailleton, Théo Attissogbé e Hugo Auradou.

## Allenatori e presidenti
- 1902-19xx  ...
- 19xx-1956  Albert Cazenave
- 1956-1967  Théo Cazenave
- 1967-1968  Chabat
- 1968-1978  Gérard Lom
- 1978-1982  Jean-Claude Pétuya
- 1982-1984  Robert Bernos
- 1984-1985  Jean-Claude Pétuya
- 1984-1988  Michel Camptort e  Noël Guillemot
- 1988-1989  Jean-Pierre Peys
- 1989-1990  Jean-Bernard Duplantier
- 1990-1991  Jean Capdouze e  Gerard Poeydomenge
- 1991-1994  Christian Martinez
- 1994-1995  Jean-Marie Néri e  Gérard Mariné
- 1995-1998  Jean-Louis Luneau e  Francis Léta
- 1998-1999  Maurice Lesgourgues e  Jean-Michel Aguirre
- 1999-2000  Jacques Brunel e  Jean-Michel Aguirre
- 2000-2001  Jacques Brunel
- 2001-2002  Frédéric Torossian
- 2002-2004  Jean-Louis Luneau
- 2004-2005  Laurent Rodriguez e  Yannick Vignette
- 2005-2006  Pierre Bouisset
- 2006-2008  Jean-Bernard Duplantier e  Yannick Vignette
- 2008-2011  Joël Rey e  Conrad Stoltz
- 2011-2014  Joël Rey e  David Aucagne
- 2014-2019  Simon Mannix
- 2019-2021  Nicolas Godignon e  Frédéric Manca
- 2021- Sébastien Piqueronies

- 1902-1905  Pélizza Duboué
- 1905-1919  J. Dulau
- 1919-1922  Gascogne
- 1922-1931  Valenton
- 1931-1932  Érize
- 1932-1952  Charles Lagarde
- 1952-1968  Albert Cazenave
- 1968-1970  Pierre Bochet
- 1970-1976  Denis Labau
- 1976-1977  Jean Broqué
- 1977-1979  Yves Baradat
- 1979-1985  François Moncla
- 1985-1991  Yves Baradat
- 1991-1995  Yves Tour
- 1995-1998  Pierre Labourdette
- 1998-2005  André Lestorte
- 2005-2006  Joachim Alvarez
- 2006-  Bernard Pontneau

## Palmarès
- Campionati francesi: 3
1927-28, 1945-46, 1963-64
- Coppe di Francia: 3
1938-39, 1951-52, 1996-97
- Challenge Cup: 1
1999-2000

## Giocatori rappresentativi
- David Aucagne
- Philippe Bernat-Salles
- Pascal Bomati
- Sébastien Bruno
- Nicolas Brusque
- Laurent Cabannes
- Philippe Carbonneau
- Thierry Cléda
- Iulian Dumitraș
- Jean-Michel Gonzales
- Imanol Harinordoquy
- Robert Paparemborde
- Damien Traille
- Colin Slade
- Conrad Smith
- Sam Whitelock
- Carl Hayman